# Naprawa (wieś)

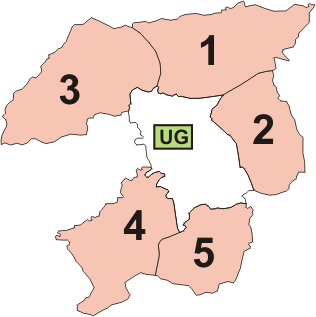
Naprawa (2.) w gminie Jordanów

Naprawa – wieś w Polsce, położona w województwie małopolskim w powiecie suskim w gminie Jordanów. Liczy ok. 2070 mieszkańców.
Wieś położona w dolinie Naprawki w Kotlinie Rabczańskiej, u podnóża Lubonia Małego, na pograniczu Beskidu Makowskiego i Wyspowego. Wieś leży około 4 km na wschód od Jordanowa i 8 km na północ od Rabki-Zdroju.
Przez Naprawę przechodzi łącząca Kraków z Zakopanem stanowiąca na tym odcinku część zakopianki droga krajowa nr 7 (fragment międzynarodowej trasy E77) z najdłuższym pozamiejskim tunelem drogowym w Polsce. Przez miejscowość przechodzi również droga krajowa nr 28 w kierunku zachodnim do Wadowic.
We wsi znajdują się m.in.: rzymskokatolicka parafia pw. św. Siostry Faustyny Kowalskiej, Zespół Szkolno-Przedszkolny, Niepubliczne Przedszkole „Akademia Dziecka", remiza Ochotniczej Straży Pożarnej oraz kryta pływalnia.
| części wsi | Antałówka, Brzeźniówka, Burmistrzówka, Czubinowa, Dyrdałówka, Folwarskówka, Gorzutkówka, Gwiżdżówka, Halkówka, Jakubowa, Karczmarzówka, Kasperkówka, Kiełbasówka, Kowalowa, Maślakówka, Mirkowa, Pasiówka, Pieczygrochówka, Surówkowa, Swałtówka, Szewcowa, Tatarkowa, Tłukówka, Wawrzyńcówka, Wojdyłówka, Zagroda, Żegleniówka Dolna, Żegleniówka Górna |

## Historia
Pierwsze wzmianki o miejscowości pochodzą z 1529. Jej powstanie związane jest z osobą właściciela Jordanowa – Spytka Wawrzyńca Jordana. W 1595 wieś była własnością kasztelanowej krakowskiej Anny z Sieniawskich Jordanowej; leżała w powiecie szczyrzyckim województwa krakowskiego. 
W kampanii wrześniowej w okolicach Naprawy miała miejsce bitwa polskiego wojska z Niemcami. 3 września 1939 10 Pułk Strzelców Konnych odparł atak czołgów niemieckich w rejonie miejscowości, biorąc do niewoli jeńców. Obawiając się drugiego ataku Niemców, strzelcy podjęli kontratak szwadronem odwodowym wspieranym przez kompanię czołgów Vickers. Wsparci ostrzałem czołgowym strzelcy natarli pieszo na niemieckie pozycje, odpychając nieprzyjaciela. W ostatniej fali polskiego ataku doszło do walki na granaty i bagnety. Niemcy wycofali się. 
Po zakończeniu wojny część mieszkańców Naprawy wzięła udział w zasiedlaniu ziem zachodnich i została skierowana na ziemię prudnicką do wsi Lubrza koło Prudnika na Opolszczyźnie. 11 czerwca 1945 zostali zabrani trzema samochodami ciężarowymi z przyczepkami. Jechali dwa dni przez Myślenice, Kraków, Katowice i Koźle (ponad 250 km). Koloniści początkowo nazwali Lubrzę Nowa Naprawa, ale władze nakazały powrócić do historycznej nazwy Lubrza. Na pamiątkę tego faktu jedna z ulic w Lubrzy nosi nazwę Nowej Naprawy.
W latach 1954–1961 wieś należała i była siedzibą władz gromady Naprawa, po jej zniesieniu w gromadzie Łętownia. W latach 1975–1998 wieś położona była w województwie nowosądeckim.
W latach 1963–2002 we wsi funkcjonowała szkoła podstawowa, której dyrektorami byli kolejno: Zofia Walas (1963), Andrzej Tyrpa (1964–1970), Stanisław Białoński (1970–1982), Władysława Wójtowicz (1982–1999) i Krzysztof Bigosiński (1999–2002). W roku 2002 w związku ze zmianami w polskiej oświacie i wprowadzeniem systemu 6-letniej szkoły podstawowej i 3-letniego gimnazjum w budynku szkoły utworzony został zespół szkół. Jego pierwszym dyrektorem został p. Krzysztof Bigosiński, który był już dyrektorem Szkoły Podstawowej w Naprawie. Zespołem kierował do 2005. Od 2005 dyrektorem placówki jest p. Barbara Gruca. W 2017 w związku z powrotem do 8-letniego systemu kształcenia w szkołach podstawowych na terenie kraju, zmieniono nazwę szkoły na Zespół Szkolno-Przedszkolny w Naprawie, włączając w jego struktury oddział przedszkolny.
W Naprawie funkcjonuje także Niepubliczne Przedszkole Akademia Dziecka. Wioska posiada też remizę Ochotniczej Straży Pożarnej. W Naprawie ma siedzibę Klub Sportowy Unia grający w A-klasie podhalańskiej. Naprzeciwko Zespołu Szkolno-Przedszkolnego znajduje się filia Gminnego Ośrodka Sportu i Promocji, gdzie mieści się również świetlica dla dzieci i biblioteka publiczna. W budynku funkcjonuje także niepubliczny zakład opieki zdrowotnej.
Z Naprawy pochodzili, pochodzą lub byli z nią związani:
- Jalu Kurek (1904–1983) – pisarz i poeta, autor m.in. Grypa szaleje w Naprawie,
- Antoni Olcha (1914–1978) – poeta,
- Józef Kret (1895–1982) – pedagog, działacz harcerski, twórca uniwersytetów ludowych,
- Klaudia Maciążka (ur. w 2001) – zawodniczka reprezentacji Polski w piłce nożnej kobiet, była piłkarka KS Rysy Bukowina Tatrzańska, obecnie występująca w klubie GKS Katowice[16].

Przez Naprawę prowadzi  niebieski szlak turystyczny z Jordanowa przez Luboń Mały na Luboń Wielki (1022 m n.p.m.). Północną stroną wsi biegnie  żółty szlak na Zębolową (859 m n.p.m.).